# Манчестерский университет
Манчестерский университет (англ. The University of Manchester) — один из наиболее значимых британских университетов из числа знаменитых «университетов из красного кирпича». Расположен в городе Манчестер. Также входит в Группу Рассел и в группу N8 по сотрудничеству в исследовательских проектах. Является государственным (публичным) образовательным учреждением.
В нынешней организационной форме университет существует с 1 октября 2004 года после слияния ранее существовавших Манчестерского университета Виктории и Научно-технологического института Манчестерского университета. Среди Выпускников, аспирантов и сотрудников Манчестерского университета (включая бывшие вузы, на основе которых он был создан) были 25 лауреатов Нобелевской премии; таким образом, по количеству нобелевских лауреатов он находится на третьем месте в стране после Оксфорда и Кембриджа.
В 2007/08 учебном году здесь обучалось свыше 40 000 студентов по 500 академическим программам, а персонал насчитывал более 10 000 человек, что делало Манчестерский университет крупнейшим из британских университетов, не имеющих удалённых филиалов. Конкурс в Манчестерский университет — самый высокий в Великобритании. Годовой доход университета составил в 2007 году 637 млн фунтов стерлингов.
В ходе первой со времени основания университета национальной оценки вузов, состоявшейся в 2008 году, на предмет их исследовательских возможностей, Манчестерский университет оказался на 3-м месте по исследовательскому потенциалу после Оксфорда и Кембриджа, и на 8-м месте в рейтинге, включавшем специализированные институты.

## Краткая история
В 1824 году известный химик Джон Дальтон, в сотрудничестве с манчестерскими предпринимателями и промышленниками, основал Механический институт с тем, чтобы рабочие могли изучать основы наук. Вскоре после этого, в 1846 году, манчестерский торговец текстилем Джон Оуэнс завещал 96 942 фунта на основание колледжа для предоставления мужчинам образования, не связанного с сектами. Распорядители его имущества учредили в 1851 году в Манчестере Колледж Оуэнса. В 1880 году на основании королевской грамоты был основан университет, который в 1903 году был переименован в Манчестерский университет Виктории, а в следующем поглотил Колледж Оуэнса.
У университета богатое наследие. После поездки в немецкие политехникумы и ВУЗы, Owens College Extension Movement создал свои планы.
В марте 2003 года объединились в единое учебное заведение Манчестерский университет Виктории и Университет Манчестера, Институт науки и техники.
Когда королева Елизавета передала свою Королевскую хартию 1 октября 2004 года, официально открылся университет Манчестера.

## Факультеты
Искусство; право и социальные науки; педагогический; медицина, стоматология, сестринское дело и фармацевтика; инженерно-научный; школа биологических наук; Манчестерская бизнес-школа.

## Научные исследования
Обсерватория Астрофизического центра Джодрелл-Бэнк сыграла важную роль в исследовании метеоров, квазаров, пульсаров, мазеров и гравитационных линз, и принимает активное участие в отслеживании космических аппаратов с начала космической эры.
Манчестерский университет всемирно известен благодаря открытию графена.

## Аффилированные организации

### Библиотека
Библиотека Манчестерского университета — крупнейшая в Великобритании университетская библиотека, не обладающая правом обязательного экземпляра. Основана вместе с колледжем Оуэнса в 1851 году, расширена за счёт поступления личных книжных собраний Э. Фримена, Р. Э. Смита и других учёных-манчестерцев. В 1972 году административно объединена с Библиотекой Райландса.

### Манчестерский музей

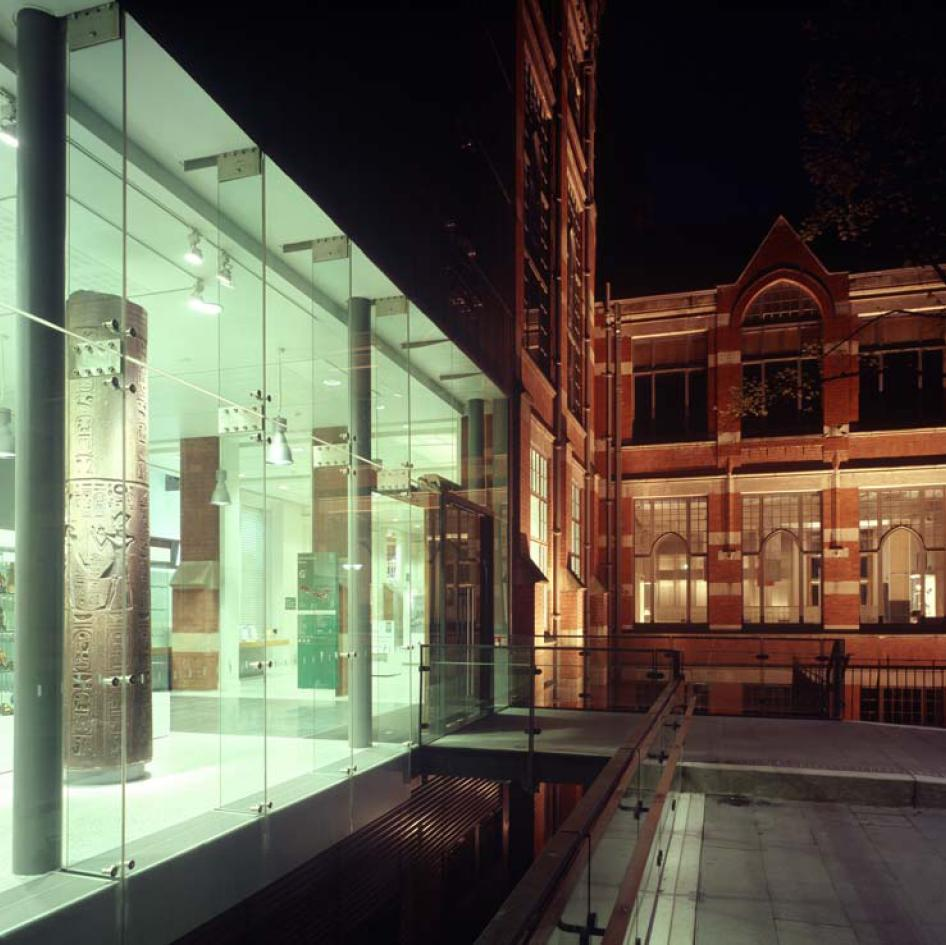
Современный вход в Манчестерский музей

В Манчестерском музее хранятся около 4,25 миллионов экспонатов из разных стран мира. В частности, здесь представлены коллекции бабочек и резных изображений из Индии, птиц и одежды из древесной коры из Океании, живые лягушки и индейская керамика из Америки, ископаемые и искусство аборигенов из Австралии, млекопитающие и предметы древнего ремесла из Африки, растения, монеты и минералы из Европы, искусство древних стран Средиземноморье, насекомые и оружие из Азии. В ноябре 2004 года музей приобрёл отливку окаменевшего Tyrannosaurus rex по прозвищу Стэн.
История музея восходит к 1821 году, когда первые коллекции для экспозиций предоставило Манчестерского общество естественной истории, к которым позднее добавились коллекции Манчестерского геологического общества.
Из-за финансовых трудностей и по совету известного эволюционого биолога Т. Гексли Колледж Оуэнса принял на себя ответственность за коллекции в 1867 году. Колледж поручил А. Уотерхаузу, архитектору, спроектировавшему Лондонский музей естественной истории, спроектировать здание музея на Оксфорд-Роуд. Музей был открыт для посетителей в конце 1880-х годов.

### Галерея искусств Уитворта

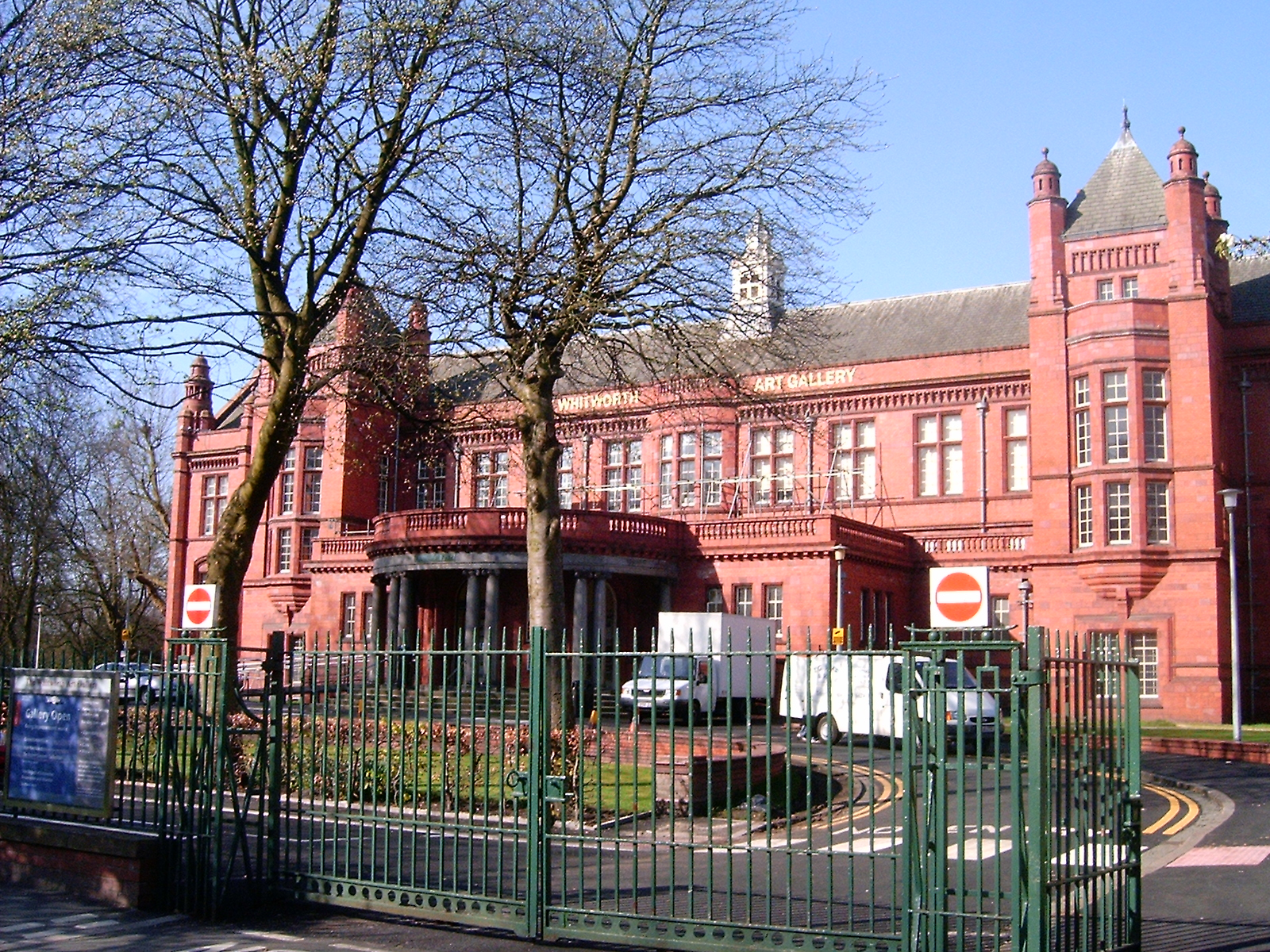
Галерея искусств Уитворта

В Галерее искусств Уитворта хранятся коллекции всемирно известных британских акварелей, тканей и обоев, а также современные и исторические гравюры, печатные произведения, рисунки, картины и скульптуры. Коллекция музея насчитывает 31 000 экспонатов. В течение всего года работают различные сезонные выставки.
Галерею основал Роберт Дарбишир (Robert Darbishire) на пожертвование сэра Джозефа Уитворта в 1889 году под названием «Институт и парк Уитворта» (англ. The Whitworth Institute and Park). 70 лет спустя галерея официально вошла в состав Манчестерского университета. В октябре 1995 года был открыт Двор с мезонином (англ. Mezzanine Court) в центре здания, где сейчас находятся коллекции скульптур.

### Театр «Контакт»
Театр «Контакт» (Contact Theatre) представляет спектакли, в основном рассчитанные на молодёжную аудиторию. Здание в виде крепости построено в 1999 году. Высокие башни обеспечивают естественную вентиляцию помещения без необходимости установки кондиционеров.